# Festival Vapor
O Festival Vapor é um festival de música gratuito na cidade do Entroncamento, em Portugal. Em torno da estética steampunk, é organizado pelo Município do Entroncamento e pelo Museu Nacional Ferroviário, com o apoio da Liga Steampunk Lisboa. O festival decorre junto às instalações do património ferroviário. Para além da música, também são realizadas peças de teatro, sessões de cinema e de literatura, oficinas, e outras actividades.
Devido à pandemia de COVID-19, o festival esteve suspenso ao longo de dois anos. Pelo festival, na vertente musical, já passaram nomes portugueses e internacionais como Professor Elemental, Dead Combo, Custom Circus, The Black Mamba, entre outros.
Foi nomeado para o Prémio dos Festivais Ibéricos de 2023.